# Ото Вилхелм фон Шьонбург-Лихтенщайн
Ото Вилхелм фон Шьонбург-Лихтенщайн (на немски: Otto Wilhelm Graf von Schönburg-Lichtenstein; * 14 ноември 1678; † 15 август 1747) е граф на Шьонбург-Лихтенштайн в Саксония.

## Произход
Той е най-малкият син на фрайхер (1700 г. имперски граф) Ото Лудвиг фон Шьонбург-Хартенщайн (1643 – 1701) и съпругата му графиня София Магдалена фон Лайнинген-Вестербург (1651 – 1726), дъщеря на граф Георг Вилхелм фон Лайнинген-Вестербург (1619 – 1695) и графиня София Елизабет фон Липе-Детмолд (1626 – 1688). Брат е на Георг Алберт фон Шьонбург-Хартенщайн (1673 – 1716), граф на Шьонбург-Хартенщайн, Лудвиг Фридрих фон Шьонбург-Щайн (1681 – 1736), граф на Шьонбург-Шварценбах, и на Кристиан Хайнрих фон Шьонбург-Валденбург (1682 – 1753).
Баща му Ото Лудвиг е издигнат на 7 август 1700 г. на имперски граф. През 1702 г. се образува господството Щайн. Клоновете Шьонбург-Валденбург и Шьонбург-Хартенщайн съществуват до днес като Шьонбург-Глаухау.

## Фамилия
Първи брак: с Хенриета Елеонора фон Каленберг (* 3/11 юни 1682; † 6 март/май 1710), дъщеря на граф Курт Райнике фон Каленберг (1651 – 1709) и фрайин Урсула Регина Мария фон Фризен (1658 – 1714). Te имат три деца:
- Хайнрих Ото (* 9 март 1706; † 12 март 1710)
- София Регина Елеонора (* 1 май 1707; † 19 септември 1722)
- Фридрих Конрад Ото (* 14 юни 1708; † 1 септември 1718)

Втори брак: на 23 февруари 1713 г. с Бригита Сидония фом Хаген (* 1 януари 1683; † 8 август 1754), дъщеря на Хайнрих Зитиг фом Хаген (1637 – 1696) и Сидония Елизабет фон Дахрьоден. Те имат един син:
- Вилхелм Хайнрих фон Шьонбург-Лихтенщайн (* 22 декември 1714; † 14 август 1750), женен на 4 май 1744 г. в Утфе за графиня Вилхелмина фон Золмс-Лаубах (* 31 януари 1723; † 14 август 1773), дъщеря на граф Карл Ото фон Золмс-Лаубах-Утфе и Текленбург (1673 – 1743) и графиня Луиза Албертина фон Шьонбург-Хартенщайн (1686 – 1740), дъщеря на дядо му граф Ото Лудвиг фон Шьонбург-Хартенщайн.[5]